# Lars Burgsmüller
Lars Burgsmüller (Mülheim an der Ruhr, 6 dicembre 1975) è un ex tennista tedesco.
Attivo dal 1993 al 2007, in carriera conquistò il torneo ATP di Copenaghen nel 2002 sconfiggendo in finale il belga Olivier Rochus, due anni dopo raggiunse la sua seconda finale a Shanghai ma venne sconfitto nettamente da Guillermo Cañas. Vanta un successo anche in doppio a Ho Chi Minh nel 2005 quando, in coppia con il connazionale Kohlschreiber sconfisse in finale il duo formato da Ashley Fisher e Robert Lindstedt. Dal 2001 al 2004 è stato nelle prime cento posizioni del ranking di singolare raggiungendo la 65ª posizione nel febbraio 2002, in doppio ha raggiunto il 61º posto nell'agosto 2006.

## Statistiche

### Singolare

#### Vittorie (1)
| Legenda                           |
| Grande Slam (0)                   |
| ATP Tour World Championships (0)  |
| Masters Series (0)                |
| Giochi olimpici (0)               |
| ATP International Series Gold (0) |
| ATP International Series (1)      |

| Numero | Data             | Torneo                      | Superficie       | Avversario in finale | Punteggio |
| 1.     | 17 febbraio 2002 | Copenaghen Open, Copenaghen | Sintetico indoor | Olivier Rochus       | 6-3, 6-3  |

#### Finali perse (1)
| Legenda                           |
| Grande Slam (0)                   |
| ATP Tour World Championships (0)  |
| Masters Series (0)                |
| Giochi olimpici (0)               |
| ATP International Series Gold (0) |
| ATP International Series (1)      |

| Numero | Data           | Torneo                  | Superficie | Avversario in finale | Punteggio |
| 1.     | 3 ottobre 2004 | Shanghai Open, Shanghai | Cemento    | Guillermo Cañas      | 1-6, 0-6  |

### Doppio

#### Vittorie (1)
| Legenda                           |
| Grande Slam (0)                   |
| ATP Tour World Championships (0)  |
| Masters Series (0)                |
| Giochi olimpici (0)               |
| ATP International Series Gold (0) |
| ATP International Series (1)      |

| Numero | Data           | Torneo                                       | Superficie | Compagno              | Avversario in finale           | Punteggio      |
| 1.     | 2 ottobre 2005 | Kingfisher Airlines Tennis Open, Ho Chi Minh | Cemento    | Philipp Kohlschreiber | Ashley Fisher Robert Lindstedt | 53–6, 6–4, 6–2 |

#### Finali perse (2)
| Legenda                           |
| Grande Slam (0)                   |
| ATP Tour World Championships (0)  |
| Masters Series (0)                |
| Giochi olimpici (0)               |
| ATP International Series Gold (0) |
| ATP International Series (2)      |

| Numero | Data           | Torneo                           | Superficie  | Compagno       | Avversario in finale              | Punteggio     |
| 1.     | 17 aprile 2000 | Grand Prix Hassan II, Casablanca | Terra rossa | Andrew Painter | Arnaud Clément Sébastien Grosjean | 6(4)–7, 4-6   |
| 2.     | 20 giugno 2004 | Ordina Open, 's-Hertogenbosch    | Terra rossa | Jan Vacek      | Martin Damm Cyril Suk             | 3-6, 7-6, 3-6 |